# Municipio de Saulkrasti
El municipio de Saulkrastu (en Letón: Saulkrastu novads) es uno de los 36 municipios de Letonia, que abarca una pequeña porción del territorio de dicho país báltico. Fue creado durante el año 2009 después de una reorganización territorial. La ciudad capital es la ciudad de Saulkrasti.

## Ciudades y zonas rurales
- Saulkrasti (ciudad con zona rural)

## Población y territorio
Su población se encuentra compuesta por un total de 6.082 personas (2009). La superficie de este municipio abarca una extensión de territorio de unos 47,7 kilómetros cuadrados. La densidad poblacional es de 127,51 habitantes por cada kilómetro cuadrado.